# Bur Keltu
Bur Keltu är ett berg i Indonesien.   Det ligger i provinsen Aceh, i den västra delen av landet, 1 600 km nordväst om huvudstaden Jakarta. Toppen på Bur Keltu är 1 241 meter över havet.
Terrängen runt Bur Keltu är bergig åt nordost, men åt sydväst är den kuperad. Runt Bur Keltu är det glesbefolkat, med 16 invånare per kvadratkilometer. I omgivningarna runt Bur Keltu växer i huvudsak städsegrön lövskog.